# Himalayabandvinge
Himalayabandvinge (Actinodura nipalensis) är en asiatisk fågel i familjen fnittertrastar inom ordningen tättingar.

## Utseende och läten
Himalayabandvingen är en 20 centimeter lång grå, beige och brun bandvinge. Karakteristiskt är den fylliga gråbruna huvudtofsen med ljusbeige eller vita spolstreck. På huvudet syns även grå öronteckare och ett diffust svart mustaschstreck. Den är i princip ostreckat ljusgrå på strupe och bröst, gråbeige på buk och undergump. På ovansidan syns brun mantel med beige eller vita streck, prydlig och tät bandning i rödbrunt och svart på vingar och stjärt och ett grått band på större täckarna. Sången är ett klart och nästan darrande "wiu-iu" eller "wiu-uu".

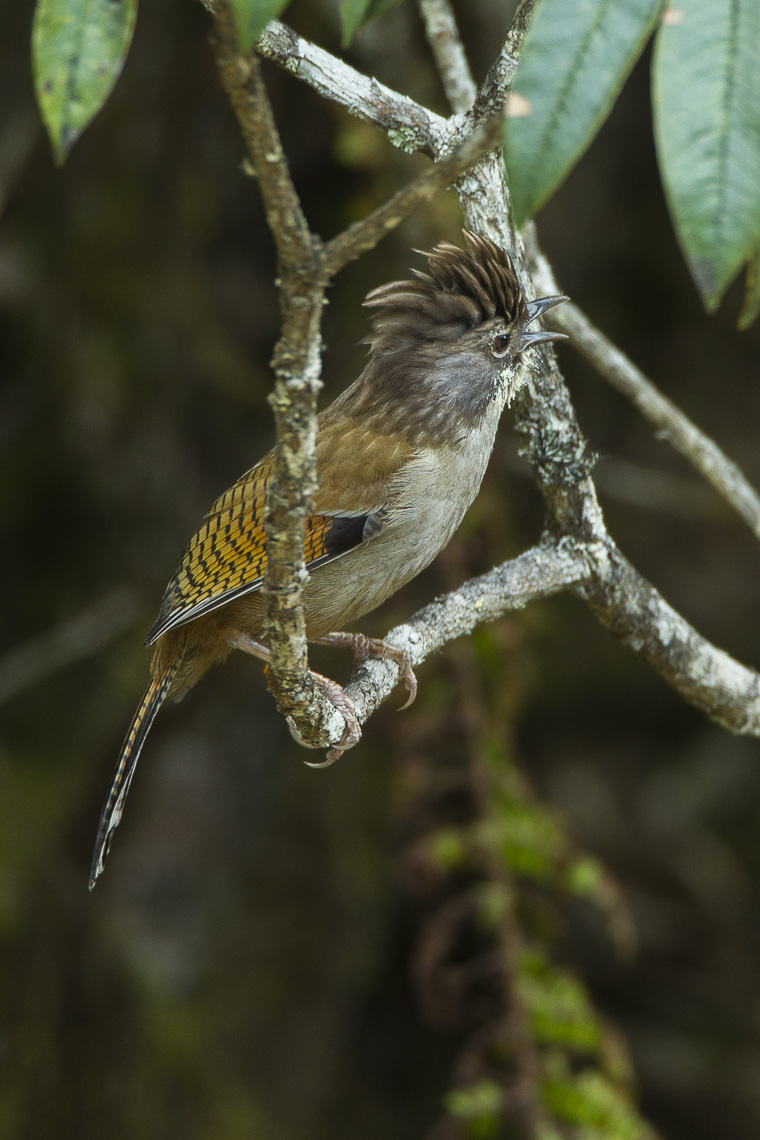

## Utbredning och systematik
Himalayabandvinge behandlas antingen som monotypisk eller delas in i två underarter med följande utbredning:
- Actinodura nipalensis nipalensis – förekommer i ek- och rhododendronskogar i västra och centrala Nepal
- Actinodura nipalensis vinctura – förekommer från östra Nepal till sydöstra Tibet (Pome, Sikkim och Bhutan)

Vissa behandlar himalayabandvingen och brunstreckad bandvinge (S. waldeni) som en och samma art, och hybridisering (med underarten daflaensis) har påvisats i nordöstra Indien. Det har även föreslagits att daflaensis istället skulle behandlas som en del av himalayabandvingen.

### Släktestillhörighet
Bandvingarna placeras traditionellt i Actinodura. DNA-studier visar dock att två avvikande arter, rostkronad minla (Chrysominla strigula) och blåstjärtad siva (Siva cyanouroptera) är en del av bandvingarna. Olika taxonomiska auktoriteter har behandlat resultatet på olika sätt, antingen som här inkludera dessa i Actinodura, eller dela upp släktet i två. Himalayabandvingen och dess närmaste släktingar lyfts då ut i släktet Sibia.

## Levnadssätt
Himalayabandvingen förekommer i bergsbelägen ekskog eller blandskog med ek, barrträd och rhododendron rik på undervegetation. Födan består mestadels av skalbaggar, fjärilslarver och andra insekter, men även insekter, bär, frön och blommor som rhododendron. Fågeln häckar mellan april och juni. Arten är huvudsakligen stannfågel, men kan röra sig till lägre nivåer under hårt vinterväder.

## Status och hot
Arten har ett stort utbredningsområde och en stor population, men tros minska i antal till följd av habitatförstörelse och fragmentering. Den minskar dock inte tillräckligt kraftigt för att den ska betraktas som hotad. Internationella naturvårdsunionen IUCN kategoriserar därför arten som livskraftig (LC). Världspopulationen har inte uppskattats men den beskrivs som lokalt ganska vanlig och vida spridd.